# U (Fighting with my ghosts)
U (Fighting with my ghosts) este un single al cântăreței  Delia, lansat pe 12 iunie 2013. Piesa este produsă și orchestrată de cei de la Sunrise Inc alături de care artista apare în colaborarea anterioară, „Love Me”. Varianta audio a piesei a fost încărcată pe YouTube pe 9 iunie 2013.  Pentru promovare,  Delia a realizat o ședință foto alături de fotograful Dimitri Caceaune împreună cu David Gal pe grafică și creative direction. 

## Bazele proiectului
„U (Fighting with my ghosts)” este produsă și orchestrată de băieții de la Sunrise Inc, la muzică pe lângă aceștia contribuind și  Delia. Versurile poartă semnăturile Laviniei Sima, dar și ale artistei.

Ce spune  Delia despre proiect: 
 „Am vrut sa fac ceva diferit fata de ce ascultam la radio, ce vedem pe tv. Atat piesa, cat si clipul sunt parca din alt univers, o particica din lumea mea.”  

## Videoclip
Videoclipul a fost filmat de echipa CevaDeVis la Castel Film Studios și a fost lansat pe 20 iunie 2013. După cum declară și artista într-un interviu, clipul este unul de imagine în care sunt prezentate șase ipostaze diferite ale Deliei. Videoclipul a strâns peste 800.000 de vizualizări pe YouTube într-o lună de la lansare, în prezent are peste 5.000.000. 

Ce spune  Delia despre videoclip: 
 „Videoclipul „U” este unul de imagine în care mă regăsesc în 6 ipostaze diferite: Diva cu o iguană, Nympha inocentă, Muse blindfold (pentru că uneori vezi mai multe când închizi ochii), Versachu (ironie la adresa celor ce sunt falși), Tribal (pentru că e bine să ne cunoaștem rădăcinile) și Trash... cu toții avem părți neșlefuite în noi”  

## Performanța în topuri
Single-ul își face apariția pentru prima dată în Romanian Top 100 la aproape o lună de la lansare pe locul 68 și înregistrează cel mai mare debut al săptămânii.  Ascensiunea continuă până în prima jumătate a topului, pe locul 43.  Astfel, „U (Fighting with my ghosts)” ajunge prima piesă a Deliei ce se clasează în prima jumătate a Romanian Top 100 de la single-ul Omadeo. Piesa părăsește topul după mai bine de 14 săptămâni.

## Topuri
| Grafic                     | Poziția |
| -------------------------- | ------- |
| România (Romanian Top 100) | 43      |

## Lansările
| Țara    | Data          | Format           | Casă discuri |
| ------- | ------------- | ---------------- | ------------ |
| România | 12 iunie 2013 | Digital Download | Cat Music    |